# Cristián II de Oldemburgo
Cristián II (m. 1233) fue un noble alemán, conde de Oldemburgo desde 1209 hasta su muerte.
Es antepasado directo, por línea materna, de Felipe VI de España y por línea paterna de Carlos III del Reino Unido.

## Biografía
Era el hijo de Mauricio de Oldemburgo (m. 1211) y su esposa Salomé de Wickerode. 
Después de la muerte de su padre, gobernó junto con su hermano Otón I. Gobernaron en armonía y lograron ampliar significativamente los derechos y el territorio de Oldemburgo en Frisia.
Cristián II terminó con la soberanía del arzobispado de Bremen sobre Oldemburgo; a cambio ayudó a Bremen contra los granjeros rebeldes en Stedingen. También tuvo muchos enfrentamientos contra sus señores feudales, contra sus primos, y contra Hoya.

## Matrimonio y descendencia
Se casó con Inés, una hija del conde Arnoldo de Altena-Isenburg y tuvieron dos hijos:
- Otón (m. h. 1280), abad en Bremen
- Juan I, conde de Oldemburgo-Delmenhorst